# Androsace gagnepainiana
Androsace gagnepainiana är en viveväxtart som beskrevs av Hand.-mazz. Androsace gagnepainiana ingår i släktet grusvivor, och familjen viveväxter. Inga underarter finns listade i Catalogue of Life.